# Atelopus nocturnus
Espèce
Atelopus nocturnus est une espèce d'amphibiens de la famille des Bufonidae.

## Répartition
Cette espèce est endémique du département d'Antioquia en Colombie. Elle se rencontre à Anorí à environ 1 670 m d'altitude dans la cordillère Centrale. 

## Publication originale
- Bravo Valencia & Rivera Correa, 2011 : A new species of harlequin frog (Bufonidae: Atelopus) with an unusual behavior from Andes of Colombia. Zootaxa, no 3045, p. 57–67.